# محرشفة العرف
محرشفة العرف (الاسم العلمي: Lepidolopha) هي جنس من النباتات تتبع الفصيلة النجمية من رتبة النجميات.

## أنواع محرشفة العرف
- محرشفة العرف الكراتافية
- محرشفة العرف الكوماروفية
- محرشفة العرف المغولتافية
- محرشفة العرف النوراتافية
- محرشفة العرف الفدشنكوية
- محرشفة العرف الغمولتزكية
- محرشفة العرف الكراشننوفية
- محرشفة العرف التالاسيكية